# Eddie Chambers
Edward Chambers, noto semplicemente come Eddie Chambers (Pittsburgh, 29 marzo 1982), è un pugile statunitense.

## Carriera professionista
Soprannominato "Fast" ("veloce"), Chambers iniziò a combattere da professionista nel 2000 all'età di 18 anni. Nei primi cinque anni di carriera, incontrò pugili sconosciuti fino a quando salì di livello nel 2005 combattendo contro pugili di valore come Ross Puritty e Robert Hawkins.
Nel 2006 fece un ulteriore passo in avanti sconfiggendo l'ex sfidante al titolo Ed Mahone e Domonic Jenkins.
Nel maggio 2007, Chambers fermò 15–0 Derric Rossy e sconfisse Dominic Guinn durante il programma Shobox.
Più tardi nel 2007 prese parte al torneo ad eliminazione indetto dalla IBF per stabilire il prossimo sfidante al campione in carica Wladimir Klitschko. Chambers sconfisse ai punti Calvin Brock in semifinale, ma perse per verdetto unanime contro Alexander Povetkin in finale.
Dopo il match contro Povetkin, Eddie batté per tre volte consecutive Raphael Butler, prima di affrontare Samuel Peter il 27 marzo 2009 e sconfiggerlo ai punti con verdetto unanime. Il 4 luglio 2009 si aggiudicò un altro match ai punti contro Alexander Dimitrenko, durante un torneo ad eliminazione indetto dalla WBO, che lo rese lo sfidante ufficiale al titolo dei pesi massimi WBO detenuto da Wladimir Klitschko.
Il 20 marzo 2010 si scontrò con Klitschko a Düsseldorf, in Germania. Klitschko sconfisse Chambers per knockout cinque secondi prima della fine dell'ultimo round.
Dopo aver sconfitto Derric Rossy in un torneo a eliminazione per il titolo IBF, Chambers si scontrò con l'ex light heavyweight e cruiserweight champion Tomasz Adamek per il vacante titolo IBF North American Heavyweight. Adamek vinse il match ai punti per decisione unanime. 
In seguito Chambers scese alla categoria Pesi massimi leggeri per combattere contro il sudafricano Thabiso Mchunu. A seguito della repentina perdita di peso, si presentò al match non in forma ottimale e fu dominato dall'avversario che vinse ai punti in 10 round per decisione unanime.

## Altri media
Eddie Chambers è stato incluso nel videogame Fight Night Round 4 nella categoria pesi massimi. Chambers appare anche in Fight Night Champion.